# 中津良村
中津良村（なかつらむら）は、長崎県北部の平戸島にあった村。北松浦郡に属した。昭和の大合併で島内の各町村と合併を行い市制施行、平戸市となった。

## 地理
平戸島の中部を村域とする。
- 山：白岳、有僧都岳、板持ノ鼻
- 河川：中津良川、猪渡谷川
- 溜池：西大坂池、牧ノ池、萩ノ坂池

## 沿革
- 1889年（明治22年）4月1日 - 町村制施行により、北松浦郡中津良村が単独村制にて発足。
- 1955年（昭和30年）1月1日 - 平戸町・中野村・獅子村・紐差村・中津良村・津吉村・志々伎村が合併し市制施行。平戸市が発足し、中津良村は自治体として消滅。

## 地名
免を行政区域とする。中津良村は1889年の町村制施行時に単独で自治体として発足したため、大字は無し。
- 猪渡谷免（いとや）[2]
- 上中津良免
- 敷佐免
- 下中津良免
- 堤免